# Copa de Pakistán
La Copa de Pakistán es el segundo torneo de fútbol a nivel de clubes de Pakistán, el cual es organizado por la Federación de Fútbol de Pakistán.
Fue creado en el año 1979 con el nombre Campeonato Inter-Departamental. Debido al conflicto que había en la FFP, la siguiente edición se jugó hasta 1984 con el nombre Campeonato Inter-Provincial, donde los 4 equipos provinciales fueron admitidos, pero no considerados en la clasificación final del torneo, igual que en 1986.
Solamente en 1990 se jugó la copa sin problemas, aunque con varios cambios de nombre.

## Palmarés
| Temporada | Campeón | Subcampeón |
| --------- | ------- | ---------- |
| 1979      | SGP FC  | MCB FC     |

| Temporada | Campeón | Subcampeón |
| --------- | ------- | ---------- |
| 1984      | PIA FC  | WAPDA FC   |
| 1985      | HBL FC  | NBP FC     |

| Temporada | Campeón | Subcampeón |
| --------- | ------- | ---------- |
| 1987      | CTM FC  | KPT FC     |

| Temporada | Campeón        | Subcampeón |
| --------- | -------------- | ---------- |
| 1990      | KPT FC         | HBL FC     |
| 1991      | Marker Club FC | KPT FC     |

| Temporada | Campeón               | Subcampeón        |
| --------- | --------------------- | ----------------- |
| 1992      | CTM FC                | Marker Club FC    |
| 1993      | NBP FC                | Pakistan Steel FC |
| 1994      | Frontier Constabulary | PAF FC            |

| Temporada | Campeón          | Subcampeón       |
| --------- | ---------------- | ---------------- |
| 1996      | ABL FC           | Pakistan Army FC |
| 1997      | no disputada     | no disputada     |
| 1998      | ABL FC           | KPT FC           |
| 1999      | ABL FC           | KRL FC           |
| 2000      | Pakistan Army FC | ABL FC           |
| 2001      | Pakistan Army FC | KRL FC           |
| 2002      | ABL FC           | WAPDA FC         |
| 2003      | PTCL FC          | KPT FC           |

| Temporada | Campeón          | Subcampeón       |
| --------- | ---------------- | ---------------- |
| 2005      | PTCL FC          | WAPDA FC         |
| 2008      | Pakistan Navy FC | KRL FC           |
| 2009      | KRL FC           | PIA FC           |
| 2010      | KRL FC           | Pakistan Navy FC |
| 2011      | KRL FC           | KESC FC          |
| 2012      | KRL FC           | KESC FC          |
| 2013      | NBP FC           | KESC FC          |
| 2014      | PAF FC           | KESC FC          |
| 2015      | KRL FC           | PIA FC           |

| Temporada | Campeón | Subcampeón |
| --------- | ------- | ---------- |
| 2016      | KRL FC  | NBP FC     |

| Temporada | Campeón | Subcampeón |
| --------- | ------- | ---------- |
| 2018      | PAF FC  | WAPDA FC   |

## Títulos por club
| Club                    | Campeón | Subcampeón | Años campeón                       |
| ----------------------- | ------- | ---------- | ---------------------------------- |
| KRL FC                  | 6       | 3          | 2009, 2010, 2011, 2012, 2015, 2016 |
| ABL FC                  | 4       | 1          | 1996, 1998, 1999, 2002             |
| NBP FC                  | 2       | 2          | 1993, 2003                         |
| Pakistan Army FC        | 2       | 1          | 2000, 2001                         |
| PAF FC                  | 2       | 1          | 2014, 2018                         |
| CTM FC (Faisalabad)     | 2       | -          | 1987, 1992                         |
| PTCL FC                 | 2       | -          | 2003, 2005                         |
| KPT FC                  | 1       | 4          | 1990                               |
| PIA FC                  | 1       | 2          | 1984                               |
| Marker Club FC (Quetta) | 1       | 1          | 1991                               |
| Pakistan Navy FC        | 1       | 1          | 2008                               |
| HBL FC                  | 1       | 1          | 1985                               |
| SGP FC                  | 1       | -          | 1979                               |
| Frontier Constabulary   | 1       | -          | 1994                               |
| KESC FC                 | -       | 4          | ---                                |
| WAPDA FC                | -       | 4          | ---                                |
| MCB FC                  | -       | 1          | ---                                |
| Pakistan Steel FC       | -       | 1          | ---                                |